# Napoléon Herwyn de Nevèle
Pour les articles homonymes, voir Napoléon (homonymie).
Napoléon Pierre Marie, 2e comte Herwyn de Nevèle (25 avril 1806 à Paris - 29 août 1890 à Ivry-sur-Seine), est un homme politique français du XIXe siècle.

## Biographie
Unique fils de Pierre-Antoine Herwyn de Nevèle, Napoléon Pierre Marie n'était âgé que de dix-huit ans lorsque la mort de son père lui confère le droit héréditaire à la pairie.
Il fut admis à prendre séance dans la Chambre haute le 16 août 1831, siégea au palais du Luxembourg, sans s'y faire remarquer, inondant toute la durée du règne de Louis-Philippe Ier, et rentra en février 1848 dans la vie privée.

## Armoiries
| Figure | Blasonnement |
|        | Armes des Herwyn « de Nevèle » Coupé : au 1, d'or, au lion de sable, lampassé de gueules; au 2, de sable, à trois molettes mal-ordonnées d'or. Supportsdeux licornes, au naturel. |
|        | Armes du comte Herwyn de Nevèle, pair de France, Écartelé : au 1 d'or, au lion de sable, lampassé de gueules ; au 2 d'argent, à la croix de gueules cantonnée en chef d'une molette de sable ; au 3 de sable, à trois molettes d'or ; au 4 d'azur, à la fasce d'or, accompagnée en chef de deux pigeons affrontés d'argent, et en pointe, d'un serpent d'or mis en pal. |